# タンデブルペ
タンデブルペ（당대불패 、’’Dangdae Bulpae’’ ）とは大韓民国の競走馬である。

## 略歴
日本から種牡馬として輸出されたビワシンセイキの代表産駒。母はIndeed My Dear(米国産、20戦2勝)、その父Alydeed。済州・プルン牧場生産。

### 2・3歳
2歳9月にデビュー。5着に敗れるも2戦目から4連勝。韓国3歳三冠競走の有力馬に名乗り出るが、4月のKRAカップマイルは8着、5月のコリアンダービーは3着だった。
秋に入り慶尚南道知事杯で重賞初制覇すると、三冠競走ラストの農林水産食品部長官杯、大統領杯を立て続けに制覇。年末のグランプリでは11着に大敗するも、この年の釜山慶南競馬場の最優秀内国産馬を受賞した。

### 4歳
一般戦を2走した後4月のトゥクソム杯を制覇。6月のKNN杯では10馬身差を付けて圧勝した。7月の釜山広域市長杯、9月のOwner's Cupでは共に6着と期待を裏切ったが、11月の大統領杯を6馬身差で逃げ切り連覇を達成した。この年のグランプリは不出走。

### 5歳
前年大敗した釜山広域市長杯、Owner's Cupを制覇。大統領杯ではイングランディーレ産駒のチグミスンガンとの日本輸入種牡馬ワンツーフィニッシュを決め、史上初の3連覇を達成した。グランプリでも3着に入り、釜山慶南競馬場の年度代表馬、最優秀内国産馬を同時受賞した。

### 6歳、引退後
2月の釜山日報杯を快勝するも、球節の怪我で5月のレースを回避。釜山広域市長杯、Owner's Cupは3着、2着と連覇ならず、4連覇を狙った大統領杯は10着と大敗した。
グランプリには出走せず、翌年1月19日付で登録抹消された。引退後は済州・イシドール牧場で種牡馬入りする予定であったが、無精子症であることが発覚したため種牡馬入りを断念、済州の個人牧場で余生を過ごしているという。

## 主な成績
- 2010年
  - 大統領杯(GI)1着
  - 農林水産食品部長官杯(GII)1着
  - 慶尚南道知事杯(GIII)1着
  - コリアンダービー(GI)3着
- 2011年
  - 大統領杯(GI)1着
  - トゥクソム杯(GIII)1着
  - KNN杯1着
- 2012年
  - 大統領杯(GI)1着
  - 釜山広域市長杯(GIII)1着
  - Owner's Cup(GIII)1着
  - グランプリ(GI)3着
- 2013年
  - 釜山日報杯1着
  - Owner's Cup(GIII)2着
  - 釜山広域市長杯(GIII)3着

## 血統表
| セレスハントの血統          | セレスハントの血統                                                            | セレスハントの血統                                                            | （血統表の出典）                                                              | （血統表の出典） |
| 父系                        | フォーティナイナー系/ミスタープロスペクター系                                 | フォーティナイナー系/ミスタープロスペクター系                                 | フォーティナイナー系/ミスタープロスペクター系                                 |                  |
| 父 Biwa Shinseiki 1998 鹿毛 | 父の父Forty Niner 1985 栗毛                                                   | Mr. Prospector                                                                | Raise a Native                                                                | Raise a Native   |
| 父 Biwa Shinseiki 1998 鹿毛 | 父の父Forty Niner 1985 栗毛                                                   | Mr. Prospector                                                                | Gold Digger                                                                   |                  |
| 父 Biwa Shinseiki 1998 鹿毛 | 父の父Forty Niner 1985 栗毛                                                   | File                                                                          | Tom Rolfe                                                                     | Tom Rolfe        |
| 父 Biwa Shinseiki 1998 鹿毛 | 父の父Forty Niner 1985 栗毛                                                   | File                                                                          | Continue                                                                      |                  |
| 父 Biwa Shinseiki 1998 鹿毛 | 父の母Oceana 1983 鹿毛                                                        | Northern Dancer                                                               | Nearctic                                                                      | Nearctic         |
| 父 Biwa Shinseiki 1998 鹿毛 | 父の母Oceana 1983 鹿毛                                                        | Northern Dancer                                                               | Natalma                                                                       |                  |
| 父 Biwa Shinseiki 1998 鹿毛 | 父の母Oceana 1983 鹿毛                                                        | South Ocean                                                                   | New Providence                                                                | New Providence   |
| 父 Biwa Shinseiki 1998 鹿毛 | 父の母Oceana 1983 鹿毛                                                        | South Ocean                                                                   | Shining Sun                                                                   |                  |
| 母 Indeed My Dear 1995      | 母の父Alydeed 1989 黒鹿毛                                                     | Shadeed                                                                       | Nijinsky                                                                      | Nijinsky         |
| 母 Indeed My Dear 1995      | 母の父Alydeed 1989 黒鹿毛                                                     | Shadeed                                                                       | Continual                                                                     |                  |
| 母 Indeed My Dear 1995      | 母の父Alydeed 1989 黒鹿毛                                                     | Bialy                                                                         | Alydar                                                                        | Alydar           |
| 母 Indeed My Dear 1995      | 母の父Alydeed 1989 黒鹿毛                                                     | Bialy                                                                         | Kankakee Miss                                                                 |                  |
| 母 Indeed My Dear 1995      | 母の母Dawnie Dear 1982                                                        | Grey Dawn II                                                                  | Herbager                                                                      | Herbager         |
| 母 Indeed My Dear 1995      | 母の母Dawnie Dear 1982                                                        | Grey Dawn II                                                                  | Polamia                                                                       |                  |
| 母 Indeed My Dear 1995      | 母の母Dawnie Dear 1982                                                        | Continuance                                                                   | Round Table                                                                   | Round Table      |
| 母 Indeed My Dear 1995      | 母の母Dawnie Dear 1982                                                        | Continuance                                                                   | Continue                                                                      |                  |
| 5代内の近親交配             | Northern Dancer 3 x 5 Continue 4 x 4 Raise a Native 4 x 5 Native Dancer 5 x 5 | Northern Dancer 3 x 5 Continue 4 x 4 Raise a Native 4 x 5 Native Dancer 5 x 5 | Northern Dancer 3 x 5 Continue 4 x 4 Raise a Native 4 x 5 Native Dancer 5 x 5 |                  |